# تاکشی ابیساوا
تاکشی ابیساوا (زاده ۱۹۶۷ میلادی) یکی از رهبران یاکوزای در ژاپن می‌باشد. تاکشی در زمینه قاچاق مواد مخدر و اسلحه در یکی از گروه‌های تبهکاری یاکوزا فعالیت دارد. در سال ۲۰۲۴ او به اتهام تلاش برای فروش اورانیوم و پلوتونیم به کشورهای مختلف جهت ساخت بمب اتم محاکمه شد. یکی از کشورهای مقصد او برای فروش اورانیوم ایران بوده است.

## دستگیری و محاکمه
دادستانی فدرال آمریکا تاکشی ابیساوا را به اتهام قاچاق اورانیوم و پلوتونیوم و تلاش برای فروختن آنها به ایران متهم کرد. ابیساوا و همدست او نمونه‌هایی از مواد هسته‌ای را که از میانمار به تایلند منتقل شده بود را به یک مأمور مخفی اداره مبارزه با مواد مخدر آمریکا نشان دادند. این مأمور خود را یک قاچاقچی مواد مخدر و اسلحه جا زده و مدعی شده بود که با یک فرمانده ایرانی ارتباط دارد پس از آن نمونه‌های مواد هسته‌ای توقیف شده‌اند و آزمایش‌های بعدی که در ایالات متحده آمریکا روی آنها انجام شده، نشان داده‌اند که آنها حاوی اورانیوم و پلوتونیوم با درجه خلوص لازم برای تولید تسلیحات نظامی بوده‌اند. اداره مبارزه با مواد مخدر آمریکا در آوریل سال ۲۰۲۲ در جریان یک عملیات ضربتی در منهتن ابیساوا و سه نفر دیگر را دستگیر کرد. این افراد در زندان در انتظار محاکمه به سر می‌برند. اتهامات ابیساوا از جمله قاچاق بین‌المللی مواد هسته‌ای و توطئه برای ارتکاب جنایت عنوان شده است او همچنین در پی دستیابی به موشک‌های زمین به هوا نیز بوده است که برای این اتهام او حداقل ۲۵ سال زندان در نظر گرفته خواهد شد.